# Primera fila: Hecho realidad
Primera Fila: Hecho Realidad é o primeiro álbum ao vivo e quinto no geral da dupla americana de música pop country Ha*Ash, composta pelas irmãs Hanna Nicole e Ashley Grace. Foi lançado em 11 de novembro de 2014, pela Sony Music Latin, e foi apoiado por seis singles: "Perdón, perdón", "Lo aprendí de ti" "Ex de verdad", "No te quiero nada" ft Axel, "Dos copas de más" e "Sé que te vas"

## Lançamento
Depois de renovar seu contrato com a Sony Music, Ha*Ash começou os preparativos para seu primeiro álbum ao vivo intitulado Primera Fila: Hecho Realidad, que apresentará uma compilação de 8 de seus maiores sucessos, como 8 canções inéditas. A gravação do álbum começou em 7 de julho de 2014 na Cidade do México e começou a ser vendida em 11 de novembro de 2014, alcançando #1 nas listas do México.
Em 13 de novembro de 2015 foi à venda a edição de luxo de seu álbum, incluindo três novas músicas ("Quédate lejos ft Maluma", "No soy yo" y "Pedazos"), um documentário, vídeos das canções "Si pruebas una vez" e "Quédate lejos" e novas versões de suas canções "Ex de verdad" e "Perdón, perdón" acompanhadas da Big Band Jazz de México.

## Gravação
O álbum foi preparado em Miami, Flórida, e gravado nos Estudios Churubusco em 7 de julho de 2014 na Cidade do México e em Lake Charles, Luisiana, o local de origem da dupla.
A dupla queria que seu primeiro álbum ao vivo fizesse parte do país que abriu suas portas para elas como o México e a cidade onde nasceram, Lake Charles, Louisiana. É por isso que a maioria das músicas foi gravada na Cidade do México e outra parte do DVD nos Estados Unidos, onde elas queriam mostrar aos seus seguidores suas raízes, família e infância em seu país natal.
"Que más da" com Joy Huerta e Julio Ramirez foi gravado no cais da casa onde moravam em Lake Charles. "Me entrego a ti" gravado acusticamente em um barco em um lago na cidade, com as irmãs tocando uma violão e o outra a gaita, "No te quiero nada" com Axel em um shopping center, enquanto «His eyes on the sparrow" e "Si pruebas una vez" na igreja onde Hanna e Ashley cantaram desde que eram pequenas, onde sua irmã mais nova e sua avó também cantaram no refrão de ambas as canções.

## Singlese desempenhos
Em 22 de setembro de 2014 Ha*Ash anunciou o primeiro single de seu novo álbum, intitulado "Perdón, perdón", (tema criado por uma experiência de Ashley), que conseguiu o primeiro lugar em Itunes, e na parada da Billboard no México,  o segundo single foi "Lo aprendí de ti", lançado em 6 de março de 2015, que também subiu para o # 1 no México. "Ex de verdad" foi lançado como terceiro single, tema que alcançou o número um na rádio mexicana. Depois uma nova versão de "No te quiero nada", desta vez con um dueto com o cantor argentino Axel, "Dos copas de más" que subiram para os primeiros lugares no México, e "Sé que te vas", uma música que fala sobre o divórcio de seus pais, e dedicada ao coração quebrado de sua mãe. Até hoje é a dupla pop com mais álbuns vendidos no formato internacional de primeira linha.

## Desempenho do álbum
Primera Fila: Hecho Realidad foi certificado ouro uma semana após seu lançamento no México para remessas de mais de 30.000 cópias, de acordo com a AMPROFON, o formato físico do álbum estreou na posição # 1 no México, certificado como ouro. O mesmo mês foi certificado como Platina, posteriormente como 2x Platina, depois como 2x Platina + ouro por exceder as vendas de 150.000 cópias vendidas em 2016.
Em 2018, o álbum foi certificado como 4x Platina. Em dezembro de 2018, foi certificado 4x Platina + Ouro. Em 23 de setembro, o álbum foi certificado como disco de ouro e diamante no México.

## Lista de faixas
| Edição Padrão |                                                 |                                             |                                                |         |  |
| N.º           | Título                                          | Compositor(es)                              | Produtor(es)                                   | Duração |  |
| 1.            | "Soy mujer"                                     | Ashley Grace, Hanna Nicole, Áureo Baqueiro  | Tim Mitchell, George Noriega, Pablo De La Loza | 4:19    |  |
| 2.            | "Estés en donde estés"                          | Áureo Baqueiro, Salvador Rizo               | Mitchell, Noriega, De La Loza                  | 4:06    |  |
| 3.            | "Te dejo en libertad"                           | Ashley, Hanna, José Luis Ortega             | Mitchell, Noriega, De La Loza                  | 4:02    |  |
| 4.            | "Perdón, perdón"                                | Ashley, Hanna, Ortega                       | Mitchell, Noriega, De La Loza                  | 3:46    |  |
| 5.            | "Dos copas de más"                              | Ashley, Hanna, Pablo Preciado               | Mitchell, Noriega, De La Loza                  | 3:42    |  |
| 6.            | "¿Qué hago yo?"                                 | Soraya                                      | Mitchell, Noriega, De La Loza                  | 3:32    |  |
| 7.            | "No tiene devolución"                           | Ashley, Hanna, Joy Huerta, Julio Ramírez    | Mitchell, Noriega, De La Loza                  | 3:33    |  |
| 8.            | "Qué más da" (feat. Joy Huerta & Julio Ramírez) | Ashley, Hanna, Huerta, Ramírez              | Mitchell, Noriega, De La Loza                  | 3:20    |  |
| 9.            | "Ex de verdad"                                  | Ashley, Hanna, Beatriz Luengo, Antonio Rayo | Mitchell, Noriega, De La Loza                  | 4:07    |  |
| 10.           | "No te quiero nada" (feat. Axel)                | Baqueiro                                    | Mitchell, Noriega, De La Loza                  | 3:58    |  |
| 11.           | "Sé que te vas" (feat. Matisse)                 | Ashley, Hanna, Preciado                     | Mitchell, Noriega, De La Loza                  | 4:03    |  |
| 12.           | "Lo aprendí de ti"                              | Ashley, Hanna, Ortega                       | Mitchell, Noriega, De La Loza                  | 3:17    |  |
| 13.           | "Odio amarte"                                   | Ashley, Hanna, Baqueiro                     | Mitchell, Noriega, De La Loza                  | 4:18    |  |
| 14.           | "His Eyes on the Sparrow"                       | Civilla D, Martin Charles H. Gabriel        | Mitchell, Noriega, De La Loza                  | 3:46    |  |

| Edição Deluxe CD2 (2CD + DVD) |                                      |                                            |                               |         |  |
| N.º                           | Título                               | Compositor(es)                             | Produtor(es)                  | Duração |  |
| 15.                           | "Quédate lejos" (feat. Maluma)       | Ashley Grace, Hanna Nicole, Pablo Preciado | Jules Ramllano                | 3:55    |  |
| 16.                           | "No soy yo"                          | Ashley, Hanna, Leonel García               | Ramllano                      | 3:44    |  |
| 17.                           | "Pedazos"                            | Soraya                                     | Ramllano                      | 4:02    |  |
| 18.                           | "Te quedaste" (Acustic)              | Áureo Baqueiro, García                     | Ramllano                      | 4:06    |  |
| 19.                           | "¿Qué haré con este amor?" (Acustic) | Alejandra Alberti, Bruno Danza             | Ramllano                      | 3:28    |  |
| 20.                           | "Si pruebas una vez" (Acustic)       | Ángela Dávalos                             | Mitchell, Noriega, De La Loza | 3:13    |  |
| 21.                           | "Ex de verdad" (Big Band)            | Ashley, Hanna, Beatriz Luengo              | Rodolgo Vázquez               | 3:58    |  |
| 22.                           | "Perdón, perdón" (Big Band)          | Ashley, Hanna, José Luis Ortega            | Vázquez                       | 4:04    |  |
| 23.                           | "At Last" (Big Band)                 | Mack Gordon, Harry Warren                  | Vázquez                       |         |  |

| Edição Deluxe DVD (2CD + DVD) |                                                              |         |  |
| N.º                           | Título                                                       | Duração |  |
| 1.                            | "Soy mujer [live]" (Video)                                   |         |  |
| 2.                            | "Estés donde estés [live]" (Video)                           |         |  |
| 3.                            | "Te dejo en libertad [live]" (Video)                         |         |  |
| 4.                            | "Perdón, perdón [live]" (Video)                              |         |  |
| 5.                            | "¿Qué hago yo? [live]" (Video)                               |         |  |
| 6.                            | "No tiene devolución [live]" (Video)                         |         |  |
| 7.                            | "Ex de verdad [live]" (Video)                                |         |  |
| 8.                            | "Dos copas de más [live]" (Video)                            |         |  |
| 9.                            | "Lo aprendí de ti [live]" (Video)                            |         |  |
| 10.                           | "Sé que te vas [live]" (feat. Matisse Video)                 |         |  |
| 11.                           | "Odio amarte [live]" (Video)                                 |         |  |
| 12.                           | "No te quiero nada [live]" (feat. Axel Video)                |         |  |
| 13.                           | "Me entrego a ti [acustic]" (Video)                          |         |  |
| 14.                           | "Qué más da [live]" (feat. Joy Huerta & Julio Ramírez Video) |         |  |
| 15.                           | "His Eyes on the Sparrow [live]" (Video)                     |         |  |
| 16.                           | "Quédate lejos [live]" (feat. Maluma Video)                  |         |  |
| 17.                           | "Si pruebas una vez [acustic]" (Video)                       |         |  |
| 18.                           | "Documentary film"                                           |         |  |

| Edição Deluxe Europe |                                             |                                       |                                              |         |  |
| N.º                  | Título                                      | Compositor(es)                        | Produtor(es)                                 | Duração |  |
| 1.                   | "Te dejo en libertad" (feat. Maldita Nerea) | Ashley Grace, Hanna, José Luis Ortega | Tim Mitchell, George Noriega, Áureo Baqueiro | 3:57    |  |
| 2.                   | "Me entrego a ti"                           | Soraya                                | Mitchell, Noriega, De La Loza                | 3:52    |  |
| 3.                   | "Sé que te vas"                             | Ashley, Hanna, Pablo Preciado         | Mitchell, Noriega, De La Loza                | 4:01    |  |

## Tabelas musicais
| Tabela musical (2014)            | Melhor posição |
| -------------------------------- | -------------- |
| México (Amprofon)                | 1              |
| Estados Unidos (Billboard Latin) | 16             |
| Espanha (PROMUSICAE)             | 52             |

## Certificações
| Região                  | Certificação    | Vendas/distribuição |
| ----------------------- | --------------- | ------------------- |
| México - (AMPROFON)     | Diamante + Ouro | 330.000+            |
| Estados Unidos - (RIAA) | Platina         | 60.000+             |
| Chile - (IFPI CHL)      | Ouro            | 5.000+              |
| Argentina - (CAPIF)     | Ouro            | 20.000+             |
| Colômbia - (ASINCOL)    | Platina         | 10.000+             |
| Peru - (UNIMPRO)        | 2× Platina      | 40.000+             |
| Mundo - IFPI CEN        | Platina         | 20.000+             |
| Mundo                   | —               | 700 000+            |